# Épreuve 3 de Gloucester de snooker 2012
L'Épreuve 3 de Gloucester 2012 est un tournoi de snooker classé mineur, qui s'est déroulé du 5 au 9 septembre 2012 à la South West Snooker Academy de Gloucester en Angleterre.

## Déroulement
Il s'agit de la cinquième épreuve du championnat européen des joueurs, une série de tournois disputés en Europe (10 épreuves) et en Asie (3 épreuves), lors desquels les joueurs doivent accumuler des points afin de se qualifier pour la grande finale à Galway.
Le tournoi fait partie des quatre épreuves tenues en Angleterre à Gloucester, lesquelles étaient auparavant tenues à Sheffield les deux saisons précédentes,.
L'événement compte un total de 184 participants dont 128 ont atteint le tableau final. Le vainqueur remporte une prime de 10 000 £.
Rod Lawler remporte son premier tournoi professionnel en 22 ans de carrière. Il défait Marco Fu en finale par 4 manches à 2. Lawler a fait preuve de ténacité, notamment lorsqu'il était mené 3 à 0 par Stuart Bingham en huitièmes de finale. Ronnie O'Sullivan a participé au tournoi mais a été éliminé dès le premier tour par Simon Bedford.

## Dotation
La répartition des prix est la suivante :
- Vainqueur : 10 000 £
- Finaliste : 5 000 £
- Demi-finaliste : 2 500 £
- Quart de finaliste : 1 500 £
- 8èmes de finale : 1 000 £
- 16èmes de finale : 600 £
- Deuxième tour : 200 £
- Dotation totale : 50 000 £

## Phases finales
|  | Quarts de finale au meilleur des 7 manches | Quarts de finale au meilleur des 7 manches | Quarts de finale au meilleur des 7 manches |            |            | Demi-finales au meilleur des 7 manches | Demi-finales au meilleur des 7 manches | Demi-finales au meilleur des 7 manches |  |  | Finale au meilleur des 7 manches | Finale au meilleur des 7 manches | Finale au meilleur des 7 manches |
|  |                                            |                                            |                                            |            |            |                                        |                                        |                                        |  |  |                                  |                                  |                                  |
|  |                                            | Marco Fu                                   | 4                                          |            |            |                                        |                                        |                                        |  |  |                                  |                                  |                                  |
|  |                                            | Ali Carter                                 | 2                                          |            |            |                                        |                                        |                                        |  |  |                                  |                                  |                                  |
|  |                                            | Ali Carter                                 | 2                                          |            | Marco Fu   | 4                                      |                                        |                                        |  |  |                                  |                                  |                                  |
|  |                                            |                                            |                                            |            | Marco Fu   | 4                                      |                                        |                                        |  |  |                                  |                                  |                                  |
|  |                                            |                                            | Shaun Murphy                               | 0          |            |                                        |                                        |                                        |  |  |                                  |                                  |                                  |
|  |                                            | Shaun Murphy                               | Shaun Murphy                               | 0          | 4          |                                        |                                        |                                        |  |  |                                  |                                  |                                  |
|  |                                            | Shaun Murphy                               |                                            |            | 4          |                                        |                                        |                                        |  |  |                                  |                                  |                                  |
|  |                                            | Robert Milkins                             | 1                                          |            |            |                                        |                                        |                                        |  |  |                                  |                                  |                                  |
|  |                                            |                                            |                                            |            |            |                                        |                                        |                                        |  |  |                                  | Marco Fu                         | 2                                |
|  |                                            |                                            |                                            | Rod Lawler | 4          |                                        |                                        |                                        |  |  |                                  |                                  |                                  |
|  |                                            | Stephen Lee                                | 3                                          |            |            |                                        |                                        |                                        |  |  |                                  |                                  |                                  |
|  |                                            | Rod Lawler                                 | 4                                          |            |            |                                        |                                        |                                        |  |  |                                  |                                  |                                  |
|  |                                            | Rod Lawler                                 | 4                                          |            | Rod Lawler | 4                                      |                                        |                                        |  |  |                                  |                                  |                                  |
|  |                                            |                                            |                                            |            | Rod Lawler | 4                                      |                                        |                                        |  |  |                                  |                                  |                                  |
|  |                                            |                                            | Dominic Dale                               | 0          |            |                                        |                                        |                                        |  |  |                                  |                                  |                                  |
|  |                                            | Fergal O'Brien                             | Dominic Dale                               | 0          | 0          |                                        |                                        |                                        |  |  |                                  |                                  |                                  |
|  |                                            | Fergal O'Brien                             |                                            |            | 0          |                                        |                                        |                                        |  |  |                                  |                                  |                                  |
|  |                                            | Dominic Dale                               | 4                                          |            |            |                                        |                                        |                                        |  |  |                                  |                                  |                                  |

## Finale
| Finale au meilleur des 7 manches Arbitre : Pete Williamson |                          |                       |
| Marco Fu Hong Kong                                         | 2 - 4 ( - )              | Rod Lawler Angleterre |
| 1 102                                                      | Centuries Meilleur break | 1 114                 |
| Rod Lawler remporte l'Épreuve 3 de Gloucester 2012         |                          |                       |